# 布拉格六月起义
布拉格六月起义（捷克語：  Pražské červnové povstání)是1848年6月12日至17日期間布拉格发生的武装冲突，衝突雙方為捷克地域的起事民眾與奥地利帝国當局。最終起事民眾被奥地利帝国军队镇压，约有43名起事民眾和14名奧地利帝國士兵死亡。6月18日，布拉格全境進入紧急状态。 7月20日，紧急状态解除。